# Mydaea callosa
Mydaea callosa är en tvåvingeart som först beskrevs av Stein 1914.  Mydaea callosa ingår i släktet Mydaea och familjen husflugor.
Artens utbredningsområde är Kenya. Inga underarter finns listade i Catalogue of Life.